# Leporillus conditor
Leporillus conditor је врста глодара из породице мишева (Muridae).

## Распрострањење
Ареал врсте је ограничен на Аустралију.

## Станиште
Станиште врсте је жбунаста вегетација.

## Начин живота
Врста Leporillus conditor прави гнезда.

## Угроженост
Ова врста се сматра рањивом у погледу угрожености врсте од изумирања.